# Anyika Onuora
Nwanyika Jenete C. „Anyika” Onuora (ur. 28 października 1984 w Liverpoolu) – brytyjska lekkoatletka specjalizująca się w biegach sprinterskich, medalistka olimpijska.
W 2003 zdobyła srebro na mistrzostwach Europy juniorów w Erfurcie. Srebrna medalistka igrzysk Wspólnoty Narodów i mistrzostw Europy w sztafecie 4 × 100 metrów z roku 2006. Uczestniczka mistrzostw świata w Daegu (2011). W 2012 startowała na igrzyskach olimpijskich w Londynie, na których odpadła w eliminacjach na 100 i 200 metrów. W 2014 zdobyła dwa brązowe medale igrzysk Wspólnoty Narodów w biegach rozstawnych. Rok później na światowym czempionacie w Pekinie zdobyła brązowy medal z koleżankami z reprezentacji w sztafecie 4 × 400 metrów. Złota i brązowa medalistka mistrzostw Europy w Amsterdamie (2016). W tym samym roku weszła w skład brytyjskiej sztafety 4 × 400 metrów, która zdobyła brązowy medal igrzysk olimpijskich w Rio de Janeiro.
Medalistka mistrzostw Wielkiej Brytanii i reprezentantka kraju w pucharze świata, pucharze Europy, IAAF World Relays i drużynowym czempionacie Europy.

## Osiągnięcia
| Rok  | Impreza                                 | Miejsce        | Konkurencja             | Lokata     | Wynik (m)       | Reprezentacja |
| ---- | --------------------------------------- | -------------- | ----------------------- | ---------- | --------------- | ------------- |
| 2003 | Mistrzostwa Europy juniorów             | Tampere        | bieg na 100 metrów      | 5. miejsce | 11,72           | GBR           |
| 2003 | Mistrzostwa Europy juniorów             | Tampere        | sztafeta 4 × 100 metrów | 2. miejsce | 44,81           | GBR           |
| 2005 | Młodzieżowe mistrzostwa Europy          | Erfurt         | bieg na 200 metrów      | eliminacje | 24,29           | GBR           |
| 2006 | Igrzyska Wspólnoty Narodów              | Melbourne      | bieg na 100 metrów      | półfinał   | 11,46           | ENG           |
| 2006 | Igrzyska Wspólnoty Narodów              | Melbourne      | sztafeta 4 × 100 metrów | 2. miejsce | 43,43           | ENG           |
| 2006 | Mistrzostwa Europy                      | Göteborg       | bieg na 100 metrów      | półfinał   | 11,45           | GBR           |
| 2006 | Mistrzostwa Europy                      | Göteborg       | sztafeta 4 × 100 metrów | 2. miejsce | 43,51           | GBR           |
| 2006 | Puchar świata                           | Ateny          | sztafeta 4 × 100 metrów | 8. miejsce | 47,61           | GBR           |
| 2008 | Superliga pucharu Europy                | Annecy         | sztafeta 4 × 100 metrów | 2. miejsce | 42,95           | GBR           |
| 2011 | Superliga drużynowych mistrzostw Europy | Sztokholm      | bieg na 100 metrów      | eliminacje | 11,43           | GBR           |
| 2011 | Superliga drużynowych mistrzostw Europy | Sztokholm      | sztafeta 4 × 100 metrów | eliminacje | 43,50           | GBR           |
| 2011 | Mistrzostwa świata                      | Daegu          | bieg na 100 metrów      | eliminacje | 11,41           | GBR           |
| 2011 | Mistrzostwa świata                      | Daegu          | bieg na 200 metrów      | półfinał   | 23,08           | GBR           |
| 2011 | Mistrzostwa świata                      | Daegu          | sztafeta 4 × 100 metrów | eliminacje | 43,95           | GBR           |
| 2012 | Mistrzostwa Europy                      | Helsinki       | sztafeta 4 × 100 metrów | eliminacje | DQ              | GBR           |
| 2012 | Igrzyska olimpijskie                    | Londyn         | bieg na 100 metrów      | eliminacje | 11,41           | GBR           |
| 2012 | Igrzyska olimpijskie                    | Londyn         | bieg na 200 metrów      | eliminacje | 23,23           | GBR           |
| 2013 | Superliga drużynowych mistrzostw Europy | Gateshead      | bieg na 200 metrów      | 3. miejsce | 23,12           | GBR           |
| 2013 | Superliga drużynowych mistrzostw Europy | Gateshead      | sztafeta 4 × 100 metrów | 5. miejsce | 43,52           | GBR           |
| 2013 | Mistrzostwa świata                      | Moskwa         | bieg na 200 metrów      | eliminacje | 23,36           | GBR           |
| 2014 | IAAF World Relays                       | Nassau         | sztafeta 4 × 100 metrów | 5. miejsce | 42,75 (elim.)   | GBR           |
| 2014 | IAAF World Relays                       | Nassau         | sztafeta 4 × 200 metrów | 2. miejsce | 1:29,61         | GBR           |
| 2014 | Superliga drużynowych mistrzostw Europy | Brunszwik      | bieg na 200 metrów      | 3. miejsce | 23,24           | GBR           |
| 2014 | Superliga drużynowych mistrzostw Europy | Brunszwik      | sztafeta 4 × 100 metrów | 5. miejsce | 43,66           | GBR           |
| 2014 | Igrzyska Wspólnoty Narodów              | Glasgow        | bieg na 200 metrów      | 4. miejsce | 22,64           | ENG           |
| 2014 | Igrzyska Wspólnoty Narodów              | Glasgow        | sztafeta 4 × 100 metrów | 3. miejsce | 43,10 (elim.)   | ENG           |
| 2014 | Igrzyska Wspólnoty Narodów              | Glasgow        | sztafeta 4 × 400 metrów | 3. miejsce | 3:27,24         | ENG           |
| 2014 | Mistrzostwa Europy                      | Zurych         | sztafeta 4 × 100 metrów | 1. miejsce | 42,24 (elim.)   | GBR           |
| 2015 | IAAF World Relays                       | Nassau         | sztafeta 4 × 400 metrów | 3. miejsce | 3:26,38         | GBR           |
| 2015 | Mistrzostwa świata                      | Pekin          | bieg na 400 metrów      | półfinał   | 50,87           | GBR           |
| 2015 | Mistrzostwa świata                      | Pekin          | sztafeta 4 × 400 metrów | 3. miejsce | 3:23,62         | GBR           |
| 2016 | Mistrzostwa Europy                      | Amsterdam      | bieg na 400 metrów      | 3. miejsce | 51,47           | GBR           |
| 2016 | Mistrzostwa Europy                      | Amsterdam      | sztafeta 4 × 400 metrów | 1. miejsce | 3:25,05         | GBR           |
| 2016 | Igrzyska olimpijskie                    | Rio de Janeiro | sztafeta 4 × 400 metrów | 3. miejsce | 3:25,88         | GBR           |
| 2017 | IAAF World Relays                       | Nassau         | sztafeta 4 × 400 metrów | 4. miejsce | 3:28,72 (elim.) | GBR           |
| 2017 | Superliga drużynowych mistrzostw Europy | Lille          | sztafeta 4 × 400 metrów | 4. miejsce | 3:28,96         | GBR           |
| 2017 | Mistrzostwa świata                      | Londyn         | bieg na 400 metrów      | eliminacje | 52,58           | GBR           |
| 2018 | Mistrzostwa Europy                      | Berlin         | bieg na 400 metrów      | półfinał   | 51,77           | GBR           |
| 2018 | Mistrzostwa Europy                      | Berlin         | sztafeta 4 × 400 metrów | 3. miejsce | 3:27,40         | GBR           |

## Rekordy życiowe
- Bieg na 50 metrów (hala) – 6,29+ (2012)
- Bieg na 60 metrów (hala) – 7,31 (2006)
- Bieg na 100 metrów – 11,18 (2011)
- Bieg na 200 metrów – 22,64 (2014)
- Bieg na 200 metrów (hala) – 24,21 (2008)
- Bieg na 400 metrów – 50,87 (2015)
- Bieg na 400 metrów (hala) – 53,13 (2018)

25 maja 2014 weszła w skład brytyjskiej sztafety 4 × 200 metrów, która czasem 1:29,61 ustanowiła były rekord kraju w tej konkurencji.